# Midden-Drenthe
| Gemeentegrenzen Wijkgrenzen Buurtgrenzen Autosnelweg Secundaire weg Spoorweg |  |  | ██ Geselecteerde gemeente ██ Bebouwd gebied ██ Bos of park ██ Binnenwater, rivier of kanaal |

Midden-Drenthe en omgeving

Midden-Drenthe (uitspraakⓘ) is een gemeente ongeveer in het midden van de provincie Drenthe (Nederland). De gemeente telt 34.093 inwoners (1 januari 2024, bron: CBS) en heeft een landoppervlakte van 341,53 km². Van 1998 tot 2000 was de gemeentenaam Middenveld. De gemeente ontstond in 1998 door het samenvoegen van de voormalige gemeentes Beilen, Smilde en Westerbork.

## Kernen
De gemeente Midden-Drenthe telt 22 officiële kernen. Het gemeentehuis staat in Beilen.
Aantal inwoners per woonkern op 1 januari 2023
| Woonplaats (BAG) | Inwoners 2023 |
| ---------------- | ------------- |
| Balinge          | 90            |
| Beilen           | 11.615        |
| Bovensmilde      | 3.370         |
| Bruntinge        | onbekend      |
| Drijber          | 475           |
| Elp              | 380           |
| Eursinge         | 60            |
| Garminge         | 115           |
| Hijken           | 665           |
| Hoogersmilde     | 1.325         |
| Hooghalen        | 1.515         |
| Mantinge         | 375           |
| Nieuw-Balinge    | 965           |
| Oranje           | 400           |
| Orvelte          | 235           |
| Smilde           | 4.940         |
| Spier            | 385           |
| Westerbork       | 4.725         |
| Wijster          | 1.085         |
| Witteveen        | 585           |
| Zuidveld         | 70            |
| Zwiggelte        | 470           |

### Topografie
Topografische gemeentekaart van Midden-Drenthe

## Politiek

### Gemeenteraad
De gemeenteraad van Midden-Drenthe bestaat uit 23 zetels. Hieronder staat de samenstelling van de gemeenteraad sinds 1998:
| Partij                          | 1998 | 2002 | 2006 | 2010 | 2014 | 2018 | 2022 |
| ------------------------------- | ---- | ---- | ---- | ---- | ---- | ---- | ---- |
| Gemeentebelangen Midden-Drenthe | 2    | 2    | 1    | 1    | 2    | 3    | -    |
| Gemeentebelangen BBBondgenoot   | -    | -    | -    | -    | -    | -    | 5    |
| Gemeentebelangen S-B-W          | 3    | 3    | 1    | 2    | 2    | 3    | 5    |
| PvdA                            | 7    | 7    | 9    | 7    | 6    | 4    | 4    |
| CDA                             | 6    | 6    | 5    | 5    | 4    | 4    | 3    |
| VVD                             | 3    | 3    | 4    | 4    | 3    | 4    | 3    |
| GroenLinks                      | 1    | 1    | 1    | 2    | 1    | 1    | 1    |
| ChristenUnie                    | -    | -    | 1    | 1    | 2    | 2    | 1    |
| D66                             | 1    | 1    | -    | 1    | 3    | 2    | 1    |
| SP                              | -    | -    | 1    | -    | -    | -    | -    |
| Totaal                          | 23   | 23   | 23   | 23   | 23   | 23   | 23   |

### College van B&W
College van burgemeester en wethouders: (raadsperiode 2022-2026)
- Waarnemend burgemeester: Cees Bijl - PvdA (tot september 2023)
- Burgemeester: Jan Zwiers - VVD (vanaf september 2023)
- Wethouder: Rico Schans - Gemeentebelangen BBBondgenoot
- Wethouder: Dennis Bouwman - PvdA/GroenLinks (tot september 2023)
- Wethouder: Rieja Raven - PvdA/GroenLinks (vanaf september 2023)
- Wethouder: Jan Schipper - CDA

## Openbaar vervoer

### Trein
Beilen heeft een station, waar tweemaal per uur de sprinter Zwolle - Groningen stopt.

### Bus
Buslijnen in de gemeente zijn:
- streekbus 20: Assen - Bovensmilde - Smilde - Hoogersmilde - Diever - Wapse - Vledder - Frederiksoord - Steenwijk
- streekbus 22: Assen - Hooghalen - Beilen - Westerbork - Orvelte - Zweeloo (- Emmen)
- streekbus 28: Beilen - Spier - Dwingeloo - Dieverbrug - Uffelte - Havelte - Meppel
- streekbus 114: Assen - Bovensmilde - Smilde - Appelscha - Oosterwolde - Drachten - Leeuwarden
- streekbus 115: Assen - Bovensmilde - Smilde - Appelscha - Oosterwolde - Jubbega - Heerenveen
- buurtbus 520: Beilen - Hijken - Oranje - Hoogersmilde
- buurtbus 522: Hoogeveen - Nieuw-Balinge - Mantinge - Garminge - Aalden - Zweeloo

## Monumenten
In de gemeente zijn er een aantal rijksmonumenten en oorlogsmonumenten, zie:
- Lijst van rijksmonumenten in Midden-Drenthe
- Lijst van oorlogsmonumenten in Midden-Drenthe

## Aangrenzende gemeenten
| Aangrenzende gemeenten | Aangrenzende gemeenten | Aangrenzende gemeenten | Aangrenzende gemeenten | Aangrenzende gemeenten |
| ---------------------- | ---------------------- | ---------------------- | ---------------------- | ---------------------- |
|                        | Noordenveld            | Assen                  |                        |                        |
| Ooststellingwerf (Fr)  |                        |                        |                        | Aa en Hunze            |
| Westerveld             |                        |                        |                        |                        |
|                        | Coevorden              |                        |                        |                        |
|                        |                        | Hoogeveen              |                        |                        |